# ان‌جی‌سی ۱۲۷
ان‌جی‌سی ۱۲۷ (به انگلیسی: NGC 127) یک کهکشان عدسی با قدر ظاهری ۱۳٫۲ است که در صورت فلکی ماهی قرار دارد.